# Evangelische Kirche (Netra)

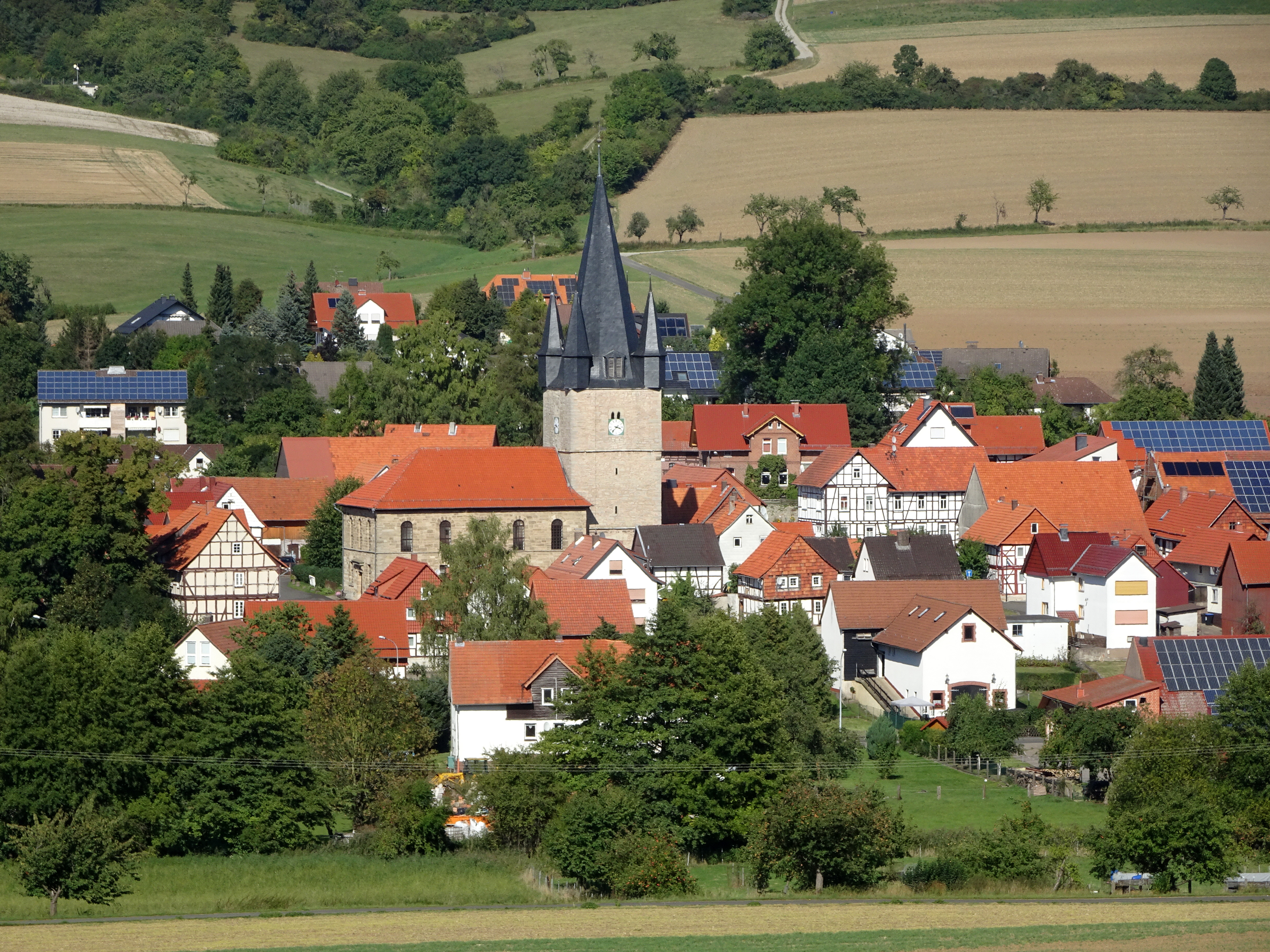
Evangelische Kirche in Netra

Die evangelische Kirche Netra ist ein denkmalgeschütztes Kirchengebäude im Ortsteil Netra der Gemeinde Ringgau im Werra-Meißner-Kreis in Hessen. Die Kirchengemeinde gehört zum Kirchenkreis Werra-Meißner im Sprengel Kassel der Evangelischen Kirche von Kurhessen-Waldeck.

## Beschreibung
Die heutige Kirche wurde an Stelle der ehemaligen Jakobuskirche erbaut. Der spätgotische, 1480 gebaute Chorturm wurde beibehalten. Ihm wurde später ein achtseitiger, spitzer, schiefergedeckter Helm aufgesetzt, dessen Diagonalseiten von vier Wichhäuschen flankiert werden. Das klassizistische Kirchenschiff mit zweigeschossiger Anordnung der Fenster wurde 1842/43 nach den Plänen von Anton Jakob Spangenberg angefügt.
Der hohe Innenraum hat dreiseitige Emporen, die auf dünnen Stützen stehen, die sich von den Brüstungen bis zur Flachdecke fortsetzen. Von einem spätgotischen, geschnitzten Altarretabel sind Reste vorhanden. Der Chor ist mit einem Netzgewölbe überspannt. Zur erhaltenen Kirchenausstattung zählen das Taufbecken und die Kanzel.